# Ardisia megistosepala
Ardisia megistosepala är en viveväxtart som beskrevs av Elmer Drew Merrill. Ardisia megistosepala ingår i släktet Ardisia och familjen viveväxter. Inga underarter finns listade i Catalogue of Life.